# 中野多目的広場
海老名市立中野多目的広場（えびなしりつなかのたもくてきひろば）は、神奈川県海老名市中野にある市立のスポーツ施設である。相模川沿いに立地し、その対岸は厚木市と接する。サッカー、ラグビーが行える敷地を有する。

## 施設
- サッカー場：1面
- ラグビー場：1面

## 概要
- 所在地　神奈川県海老名市中野2314イ
- 所管　海老名市市民協働部文化スポーツ課

## アクセス
- JR相模線社家駅下車　車で5分